# Karosa B 732.1670
Karosa B 732.1670, přezdívaný Legobus, je prototyp městského autobusu z roku 1993 od českého výrobce Karosa Vysoké Mýto.

## Konstrukce
Hlavní předností tohoto dvounápravového vozidla je hliníková samonosná karoserie, která koncepčně vychází z autobusu Karosa B 732 (hlavně z modelu 93, který byl v roce 1993 uveden na brněnském autosalonu), má ale mnohem modernější design, a také nižší podlahu než klasická B 732. V pravé bočnici se nacházejí troje dvoukřídlé výklopné dveře. Řidič může využívat také jednokřídlé ručně otevírané dveře, které vedou přímo na jeho stanoviště z levé strany karoserie. Sedačky jsou rozmístěny 1+2, nad nápravami 2+2. Označení Legobus vychází z toho, že tento autobus bylo možno rychle (v rámci několika desítek minut) přestavět a upravit ho tak pro potřeby provozu (například změnit počet dveří).

## Výroba a provoz
K sériové výrobě modelu B 732.1670 nikdy nedošlo a výrobce zvolil pomalejší tempo modernizace typu B 732, čímž vznikl v roce 1995 typ Karosa B 932. Jediný kompletní a provozní Legobus z roku 1993 (označený B19) je od roku 1995 ve vlastnictví Technického muzea v Brně (TMB) jako historický exponát. Vůz je společně s dalšími muzejními autobusy a trolejbusy prezentován na různých akcích a slavnostech.
V běžném provozu s cestujícími je doloženoeno provozování Legobusu u DP Praha v roce 1994. Bylo mu přiděleno evidenční číslo 3002 a zařazen byl v garážích Vršovice.
Protože v roce 1995 nemělo TMB pro tento vůz místo, bylo dohodnuto provozování autobusu Dopravním podnikem města Brna na běžných linkách MHD. Výrobce ale toto řešení odmítl, takže Legobus byl v letech 1997–2005 pronajat na brněnské letiště Tuřany. Výrobce nemohl souhlasit s provozem tohoto funkčního vzorku v běžném provozu s cestujícími proto, že funkční vzorek nesplňoval potřebné předpisy a požadavky. Funkční vzorek byl postaven za účelem pokusu o ověření možností stavby karosérie z hliníkového stavebnicového systému Alusuisse, nicméně již od počátku nebylo reálné uvažovat o tomto způsobu hromadné výroby, a to jednak z důvodu vysoké ceny dovozových komponentů, jednak z důvodu toho, že výrobní technologie závodu byla vybudována ke zcela jinému způsobu hromadné výroby.
Mimo prototyp B19 byla vyrobena minimálně další jedna karosérie B 732.1670, která dlouhá léta sloužila jako učební pomůcka v Integrované střední škole technické Vysoké Mýto.